# Evangelisches Büro
Die Bezeichnung Evangelisches Büro ist die Kurzform für das Amt des Beauftragten der Evangelischen Kirchen bei der Bundesregierung bzw. den Regierungen der deutschen Bundesländer. Der Beauftragte soll den Kontakt zu den Ministerien, Parteien und Organisationen halten und die EKD und Kirchen über aktuelle Entwicklungen informieren. Auf diese nimmt er Einfluss, indem er Stellungnahmen im Namen der EKD bzw. der Landeskirchen abgibt. Gleichzeitig besteht damit für die Politik ein einheitlicher Ansprechpartner zu ggf. mehreren Landeskirchen in einem Bundesland.

## Geschichte
Das erste Evangelische Büro wurde von Hermann Kunst in Bonn eingerichtet. Er war ab 1950 bis 1977 der erste Bevollmächtigte des Rates der Evangelischen Kirche in Deutschland (EKD) bei der Bundesregierung. Der „Bevollmächtigte des Rates der Evangelischen Kirche in Deutschland bei der Bundesrepublik Deutschland und der Europäischen Union“ vertritt die EKD in ihrer Gesamtheit gegenüber Bundesregierung und Deutschem Bundestag sowie bei den Gremien der Europäischen Union.
Evangelische Büros wurden bei allen Landesregierungen mit Ausnahme Bremens eingerichtet. Sie arbeiten mit der Evangelischen Kirche in Deutschland (EKD) sowie mit den Katholischen Büros zusammen.
Die Evangelischen Büros sind von der Registrierung im Lobbyregister ausgenommen.

## Baden-Württemberg
Der „Beauftragte der evangelischen Kirchen Baden und Württemberg bei Landtag und Landesregierung“ leitet das Evangelische Büro Stuttgart. Er vertritt dort die Evangelische Landeskirche in Baden und die Evangelische Landeskirche in Württemberg. Beauftragter war von 2001 bis 2010 Kirchenrat Wolfgang Weber. Ihm folgte ab dem 1. August 2011 Kirchenrat Volker Steinbrecher nach.

## Bayern
In Bayern erfolgt die Vertretung der Evangelisch-Lutherischen Kirche in Bayern durch den „Beauftragten der bayerischen Landeskirche für die Beziehungen zu Landtag und Staatsregierung sowie für Europa-Fragen“. Die Position wurde 2002 geschaffen und mit Dieter Breit besetzt.

## Berlin und Brandenburg
„Beauftragter bei den Ländern Berlin und Brandenburg“ ist Martin Vogel aus der Evangelischen Kirche Berlin-Brandenburg-schlesische Oberlausitz. In Brandenburg vertritt er auch die Evangelische Kirche in Mitteldeutschland, die Evangelisch-Lutherische Kirche in Norddeutschland sowie die Evangelisch-Lutherische Landeskirche Sachsens.

## Hamburg
„Landeskirchlicher Beauftragter beim Hamburger Senat und der Bürgerschaft“ ist Thomas Kärst.

## Hessen
In Wiesbaden werden die Landeskirchen durch den „Beauftragten der Evangelischen Kirchen in Hessen am Sitz der Landesregierung“ repräsentiert, der die Evangelische Kirche in Hessen und Nassau, die Evangelische Kirche von Kurhessen-Waldeck und die Evangelische Kirche im Rheinland vertritt. Beauftragter ist aktuell Jörn Dulige.

## Mecklenburg-Vorpommern
Der „Beauftragte der Evangelisch-Lutherischen Kirche in Norddeutschland beim Landtag und der Landesregierung von Mecklenburg-Vorpommern“ übernimmt die Vertretung der Evangelisch-Lutherischen Kirche in Norddeutschland, zurzeit ist dies Markus Wiechert.

## Niedersachsen
In Niedersachsen wird die Vertretung bei der Landesregierung durch die Konföderation evangelischer Kirchen in Niedersachsen wahrgenommen.

## Nordrhein-Westfalen
Das Evangelische Büro Nordrhein-Westfalen (offiziell: „Beauftragter der Evangelischen Kirchen bei Landtag und Landesregierung von Nordrhein-Westfalen“) in Düsseldorf wird seit 2020 geleitet von Oberkirchenrat Rüdiger Schuch. Er vertritt die Evangelische Kirche im Rheinland, die Evangelische Kirche von Westfalen und die Lippische Landeskirche. Das Büro wurde 1961 gegründet. Erster Leiter und Beauftragter der Evangelischen Kirchen in NRW war Johannes Doehring. Sein Nachfolger waren Albrecht von Mutius (von 1973 bis 1985), Helmuth Koegel-Dorfs (bis 1995), Peter Krug (bis 1998), Karl-Wolfgang Brandt (bis 2004), Rolf Krebs (bis 2013), Thomas Weckelmann (bis 2019), Rüdiger Schuch (bis 2023) und seit 2024 Martin Engels.

## Rheinland-Pfalz
„Beauftragter der Evangelischen Kirchen im Lande Rheinland-Pfalz am Sitz der Landesregierung“ ist seit Juni 2020 Wolfgang Schumacher; seine Vorgänger waren seit 2010 Thomas Posern und vor ihm Jochen Buchter. Er vertritt die Evangelische Kirche in Hessen und Nassau, die Evangelische Kirche im Rheinland und die Evangelische Kirche der Pfalz (Protestantische Landeskirche). Die Vertretung erfolgt in Bürogemeinschaft mit den Diakonischen Werken in Rheinland-Pfalz.

## Saarland
Der „Beauftragte der Evangelischen Kirchen im Saarland am Sitz der Landesregierung“ vertritt die Evangelische Kirche im Rheinland und die Evangelische Kirche der Pfalz (Protestantische Landeskirche). Amtsinhaber ist seit 2007 Frank Matthias Hofmann.

## Sachsen
Das Büro wurde 1994 eingerichtet. Der „Beauftragte der Evangelischen Landeskirchen beim Freistaat Sachsen“ ist Christoph Seele. Auf dem Gebiet des Freistaates befinden sich neben dem Gebiet der Evangelisch-Lutherischen Landeskirche Sachsens auch Gebietsteile der Evangelischen Kirche in Mitteldeutschland und der Evangelischen Kirche Berlin-Brandenburg-schlesische Oberlausitz.

## Sachsen-Anhalt
Albrecht Steinhäuser ist „Beauftragte der Evangelischen Kirchen in Sachsen-Anhalt“ für die Evangelische Landeskirche Anhalts, die Evangelisch-lutherische Landeskirche in Braunschweig, die Evangelische Kirche Berlin-Brandenburg-schlesische Oberlausitz und die Evangelische Kirche in Mitteldeutschland.

## Schleswig-Holstein
„Landeskirchliche Beauftragter für das Land Schleswig-Holstein“ ist Seit 2015 Claudia Bruweleit. Zuvor hatte den Posten Gothart Magaard von der Nordelbischen Evangelisch-Lutherischen Kirche bzw. seit 2012 von der Evangelisch-Lutherischen Kirche in Norddeutschland bekleidet.

## Thüringen
Beauftragter der evangelischen Landeskirchen in Thüringen ist Oberkirchenrat Dr. André Demut. Er leitet das Evangelische Büro in Erfurt. Er vertritt gegenüber der Landesregierung die Belange der Evangelischen Kirche in Mitteldeutschland sowie der Evangelischen Kirche von Kurhessen-Waldeck.